# 伊藤敦樹
伊藤 敦樹（いとう あつき、1998年8月11日 - ）は、埼玉県浦和市（現：さいたま市緑区）出身のプロサッカー選手。ベルギー・ファースト・ディビジョンA・KAAヘント所属。ポジションはミッドフィールダー、ディフェンダー。元日本代表。

## 来歴

### プロ入り前
浦和レッズのアカデミー出身。ユースではトップ下など主に攻撃的MFとしてプレーしたが、トップチームには昇格できず流通経済大学へ進学（同期に加藤千尋、アピアタウィア久、野々村鷹人がいる）。大学ではゲームメイクを持ち味にボランチとしてプレーして1年時から頭角を現し、U-19全日本大学選抜EASTに選出されてアジア大学サッカートーナメントにてMVPを受賞。チーム事情もあり2年次の夏からはサイドバック、3年次の後期からはセンターバックとしてもプレーして守備力も磨いた。2019年の天皇杯では2回戦で浦和レッズとの対戦が実現し、同試合にスタメン出場した。4年時にはチームの主将を務め、エースナンバーの背番号10を背負った。2020年6月、2021年シーズンからの浦和加入内定、および特別指定選手指定が発表された。

### 浦和レッズ時代
2021年、正式に浦和レッズへ加入。2月27日、J1リーグ開幕戦のFC東京戦でスタメン&フル出場し、プロデビューを飾った。5月5日、ルヴァンカップ・グループステージの柏レイソル戦でプロ初ゴールを決めた。11月20日、第36節の横浜F・マリノス戦でJ1初ゴールを決めた。プロ1年目でボランチのレギュラーとなり、公式戦53試合出場で3得点という結果を残した。
同経路を辿った宇賀神友弥の移籍に伴い、2022年から背番号を3に変更した。2023年5月31日のJ1第11節・サンフレッチェ広島戦で、後半ATに逆転決勝ゴールを決めて勝利に貢献した。シーズンを通して活躍し、初のJリーグベストイレブン受賞を果たした。
2024年、キャプテンの酒井宏樹、副キャプテンのアレクサンダー・ショルツが海外移籍によりチームを離脱したことに伴い、残りのシーズンの新キャプテンに就任。アカデミー出身選手初のキャプテンとなった（副キャプテンは西川周作）。

### KAAヘント
2024年8月、KAAヘントへ完全移籍で加入した。

### 日本代表
2023年6月のキリンチャレンジカップ2023で体調不良のため離脱した川村拓夢の代替選手として追加招集され、日本代表に初選出された。招集翌日の6月15日に豊田スタジアムで行われたエルサルバドル戦に76分から途中出場し、日本代表デビューを飾った。9月12日、トルコ戦でスタメンに抜擢されると、代表初ゴールを記録しチームの勝利に貢献した。ブラジルのメディアGloboはこのゴールについて「サムライの攻撃は、まるで刀のような一撃でトルコに致命傷を負わせた」と称賛した。

## 人物・エピソード
実家は浦和駒場スタジアムから徒歩10分のところにあり、幼少期の頃からレッズサポーターの両親とともに家族でホーム・アウェー問わずスタジアムへ足を運んでゴール裏で応援し、2007年のACL初制覇のときも決勝のスタンドに駆けつけた。練習を見に大原サッカー場へ通い、選手の出待ちをして貰った自身の名前入りのサイン色紙を家に30枚以上飾っていた。
2023年12月31日、一般女性との入籍を発表。

## 所属クラブ
- あかつき幼稚園サッカークラブ（あかつき幼稚園）
- 道祖土サッカー少年団（さいたま市立道祖土小学校）
- 2011年 - 2013年 浦和レッズジュニアユース（さいたま市立木崎中学校）
- 2014年 - 2016年 浦和レッズユース（埼玉県立大宮南高等学校）
- 2017年 - 2020年 流通経済大学
  - 2020年6月 - 同年12月  浦和レッズ（特別指定選手）
- 2021年 - 2024年8月  浦和レッズ
- 2024年8月 -  KAAヘント

## 個人成績
| 国内大会個人成績 | 国内大会個人成績 | 国内大会個人成績 | 国内大会個人成績 | 国内大会個人成績 | 国内大会個人成績 | 国内大会個人成績 | 国内大会個人成績 | 国内大会個人成績 | 国内大会個人成績 | 国内大会個人成績 | 国内大会個人成績 |
| 年度             | クラブ           | 背番号           | リーグ           | リーグ戦         | リーグ戦         | リーグ杯         | リーグ杯         | オープン杯       | オープン杯       | 期間通算         | 期間通算         |
| 年度             | クラブ           | 背番号           | リーグ           | 出場             | 得点             | 出場             | 得点             | 出場             | 得点             | 出場             | 得点             |
| 日本             | 日本             | 日本             | 日本             | リーグ戦         | リーグ戦         | リーグ杯         | リーグ杯         | 天皇杯           | 天皇杯           | 期間通算         | 期間通算         |
| ---------------- | ---------------- | ---------------- | ---------------- | ---------------- | ---------------- | ---------------- | ---------------- | ---------------- | ---------------- | ---------------- | ---------------- |
| 2018             | 流経大           | 28               | -                | -                | -                | -                | -                | 1                | 0                | 1                | 0                |
| 2019             | 流経大           | 13               | -                | -                | -                | -                | -                | 2                | 0                | 2                | 0                |
| 2021             | 浦和             | 17               | J1               | 36               | 1                | 12               | 2                | 5                | 0                | 53               | 3                |
| 2022             | 浦和             | 3                | J1               | 28               | 4                | 4                | 2                | 2                | 0                | 34               | 6                |
| 2023             | 浦和             | 3                | J1               | 33               | 2                | 6                | 0                | 3                | 2                | 42               | 4                |
| 2024             | 浦和             | 3                | J1               | 24               | 5                | 2                | 1                | -                | -                | 26               | 6                |
| ベルギー         | ベルギー         | ベルギー         | ベルギー         | リーグ戦         | リーグ戦         | リーグ杯         | リーグ杯         | ベルギー杯       | ベルギー杯       | 期間通算         | 期間通算         |
| 2024-25          | ヘント           | 15               | ジュピラー       | 25               | 2                | -                | -                | 2                | 0                | 27               | 2                |
| 通算             | 日本             | 日本             | J1               | 121              | 12               | 24               | 5                | 10               | 2                | 155              | 19               |
| 通算             | 日本             | 日本             | 他               | -                | -                | -                | -                | 3                | 0                | 3                | 0                |
| 通算             | ベルギー         | ベルギー         | ジュピラー       | 25               | 2                | -                | -                | 2                | 0                | 27               | 2                |
| 総通算           | 総通算           | 総通算           | 総通算           | 146              | 14               | 24               | 5                | 15               | 2                | 185              | 21               |

- 2020年は特別指定選手としての公式戦出場はなし。

出場歴
- Jリーグ初出場 - 2021年2月27日 J1第1節 FC東京戦 (埼玉スタジアム2002)
- Jリーグ初得点 - 2021年11月20日 J1第36節 横浜F・マリノス戦 (埼玉スタジアム2002)

その他の公式戦
- 2022年
  - スーパーカップ 1試合0得点
- 2025年
  - ベルギーリーグ・プレーオフ 10試合0得点

| 国際大会個人成績 | 国際大会個人成績 | 国際大会個人成績 | 国際大会個人成績 | 国際大会個人成績 | FIFA      | FIFA      |
| 年度             | クラブ           | 背番号           | 出場             | 得点             | 出場      | 得点      |
| AFC              | AFC              | AFC              | ACL              | ACL              | クラブW杯 | クラブW杯 |
| ---------------- | ---------------- | ---------------- | ---------------- | ---------------- | --------- | --------- |
| 2022             | 浦和             | 3                | 9                | 0                | -         | -         |
| 2023/24          | 浦和             | 3                | 4                | 0                | 3         | 0         |
| 通算             | AFC              | AFC              | 13               | 0                | 3         | 0         |

その他の国際公式戦
- 2023年
  - AFCチャンピオンズリーグ2023/24・プレーオフ 1試合0得点
- 2024年
  - UEFAカンファレンスリーグ 2024-25・プレーオフ 1試合0得点
  - UEFAカンファレンスリーグ 2024-25 6試合0得点

## タイトル

### クラブ
浦和レッズJrユース
- 高円宮杯全日本ユース(U-15)サッカー選手権大会：1回（2013年）
- 関東ユース (U-15)サッカーリーグ：1回（2013年）

浦和レッズユース
- 高円宮杯U-18サッカーリーグ プリンスリーグ関東：1回（2016年）
- Jユースカップ：1回（2015年）
- Jリーグインターナショナルユースカップ：1回（2015年）

流通経済大学
- 全日本大学サッカー選手権大会：1回（2017年）
- 関東大学サッカーリーグ戦2部：1回（2020年）
- アミノバイタルカップ：1回（2020年）

浦和レッズ
- 天皇杯 JFA 全日本サッカー選手権大会：1回（2021年）
- FUJIFILM SUPER CUP：1回（2022年）
- AFCチャンピオンズリーグ：1回（2022年）

### 個人
- 関東大学サッカーリーグ戦2部 ベストイレブン：1回（2020年）
- J1リーグベストイレブン：1回（2023年）
- J1リーグ優秀選手賞：1回（2023年）
- 浦和レッズ後援会 会長賞：1回（2023年）

## 選抜歴
- U-19全日本大学選抜（2017年）
- 関東大学選抜A（2020年）

## 代表歴
- A代表初出場 - 2023年6月15日 キリンチャレンジカップ 対エルサルバドル（豊田スタジアム）

### 出場大会
- 日本代表
  - キリンチャレンジカップ（2023年）
  - 2026 FIFAワールドカップ・アジア2次予選（2023年）

### 試合数
- 国際Aマッチ 3試合 1得点（2023年）

| 日本代表 | 国際Aマッチ | 国際Aマッチ |
| 年       | 出場        | 得点        |
| -------- | ----------- | ----------- |
| 2023     | 3           | 1           |
| 通算     | 3           | 1           |

### 出場
| No. | 開催日         | 開催都市 | スタジアム                   | 対戦国         | 結果 | 監督   | 大会                       |
| --- | -------------- | -------- | ---------------------------- | -------------- | ---- | ------ | -------------------------- |
| 1.  | 2023年6月15日  | 豊田     | 豊田スタジアム               | エルサルバドル | ○6-0 | 森保一 | キリンチャレンジカップ2023 |
| 2.  | 2023年9月12日  | ヘンク   | セゲカ・アレーナ             | トルコ         | ○4-2 | 森保一 | キリンチャレンジカップ2023 |
| 3.  | 2023年10月13日 | 新潟     | デンカビッグスワンスタジアム | カナダ         | ○4-1 | 森保一 | キリンチャレンジカップ2023 |

### ゴール
| #  | 開催年月日    | 開催地 | 対戦国 | 勝敗 | 試合概要                   |
| -- | ------------- | ------ | ------ | ---- | -------------------------- |
| 1. | 2023年9月12日 | ヘンク | トルコ | ○4-2 | キリンチャレンジカップ2023 |